# AIL Abir

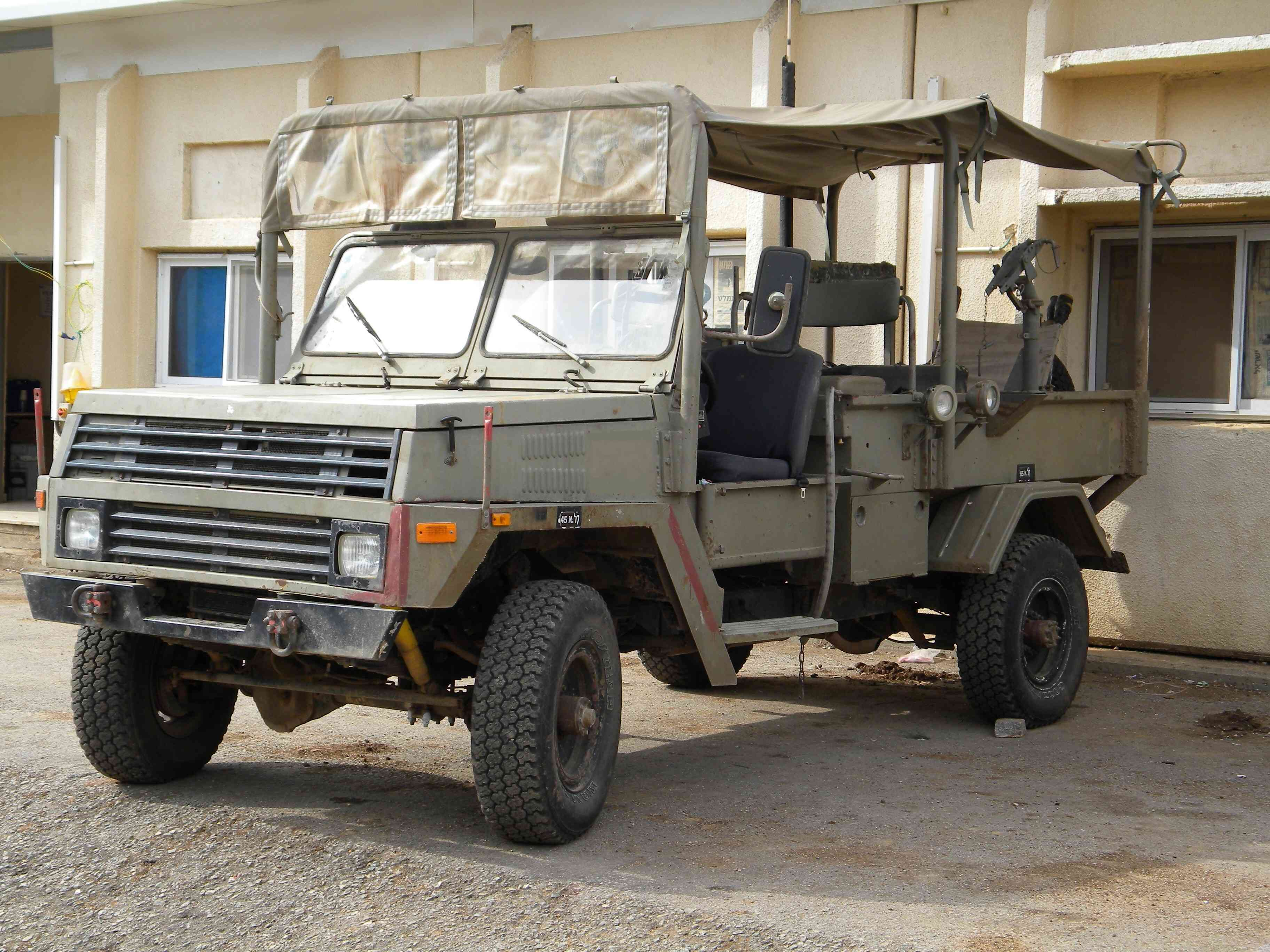
Un M-462 de l'Armée de défense d'Israël, dans sa version standard et dont la bâche est déroulée.

Le M-462 Abir (en hébreu: אביר) est un véhicule 4x4 militaire multi-rôles tout-terrain en service dans les forces de Tsahal, développé par  Automotive Industries Ltd dans les années 1980 comme un remplaçant du M-325.

## Caractéristiques
Le M-462 peut transporter 13 soldats où une charge utile de 1 800 kg. Il peut aussi être équipé de deux mitrailleuses, l'une tirant vers l'avant et l'autre sur les côtés.

## Versions
- M462 Abir: modèle standard.
- M462 ATGM: équipé d'un lance-missiles antichar BGM-71 TOW (dans la benne).
- M462 M40A2: équipé d'un canon sans recul M40A2 de 106 mm (dans la benne).
- M462 Rhino: un véhicule de type 4x4 blindé basé sur le M-462, utilisé pour le contrôle des émeutes, les patrouilles à haut-risque, les opérations spéciales et comme poste de commandement avancé.
- M462 Fire: pompe à incendie improvisée.
- M462 Ambulance: ambulance militaire (4 civières ou 8 patients assis).

## Utilisateurs
- Israël
- Colombie
- Pérou
- Guatemala